# Кампос, Диего (футболист, 1995)
Диего де Хесус Кампос Бальестеро (исп. Diego de Jesús Campos Ballestero; род. 1 октября 1995, Сан-Хосе) — коста-риканский футболист, полузащитник клуба «Алахуэленсе» и сборной Коста-Рики.

## Клубная карьера
Начинал заниматься футболом в академии Монтверде. С 2014 по 2017 год играл за «Клемсон Тайгерс» в соревнованиях колледжей, где забил 23 мяча в 79 матчах. В сезоне 2017 года также выступал в клубе «СИМА Агилас», представляющем Премьер-лигу развития.
19 января 2018 года на Супердрафте MLS был выбран во втором раунде под 38-м номером клубом «Чикаго Файр». 28 февраля подписал с клубом контракт на один сезон с опциями продления ещё на три сезона. Дебютировал за основной состав клуба 31 марта в домашней игре с «Портленд Тимберс», появившись на поле после перерыва вместо Александара Катаи. 20 мая забил свой первый мяч в ворота «Хьюстон Динамо», что не помогло его команде победить в этой встрече. 10 августа 2018 года был отдан в аренду до конца сезона клубу USL «Инди Илевен», но из-за травмы колена не провёл ни одной игры в его составе. 21 декабря 2018 года подписал с «Чикаго Файр» новый контракт на один сезон с опциями продления ещё на три сезона. По окончании сезона 2019 года покинул клуб в связи с непродлением контракта.
24 февраля 2020 года перешёл в норвежский «Йерв», выступающий в первом дивизионе, подписав с клубом контракт, рассчитанный на два года с возможностью продления ещё на один. По итогам 2021 года клуб занял третье место в турнирной таблице и получил право сыграть в стыковом матче с «Бранном» за право выступать в Элитсерии. В самой встрече Кампос забил два мяча в дополнительное время матча, а также реализовал послематчевый пенальти, в результате чего «Йерв» одержал победу и завоевал путёвку в высший дивизион.
24 декабря 2021 года подписал трёхлетний контракт со шведским «Дегерфорсом». Первую игру в составе нового клуба провёл 19 февраля в рамках группового этапа кубка Швеции против «Шильебу». Костариканец вышел в стартовом составе и отметился дублем, чем помог своей команде победить с разгромным счётом 6:1.
1 января 2024 года перешёл в коста-риканский «Алахуэленсе».

## Клубная статистика
| Выступление      | Выступление      | Выступление      | Лига | Лига | Кубки | Кубки | Конт. кубки | Конт. кубки | Прочие | Прочие | Итого | Итого |
| Клуб             | Лига             | Сезон            | Игры | Голы | Игры  | Голы  | Игры        | Голы        | Игры   | Голы   | Игры  | Голы  |
| ---------------- | ---------------- | ---------------- | ---- | ---- | ----- | ----- | ----------- | ----------- | ------ | ------ | ----- | ----- |
| Чикаго Файр      | MLS              | 2018             | 23   | 1    | 3     | 1     | 0           | 0           | 0      | 0      | 26    | 2     |
| Чикаго Файр      | MLS              | 2019             | 10   | 0    | 1     | 0     | 0           | 0           | 1      | 0      | 12    | 0     |
| Чикаго Файр      | Итого            | Итого            | 33   | 1    | 4     | 1     | 0           | 0           | 1      | 0      | 38    | 2     |
| Йерв             | Первый дивизион  | 2020             | 16   | 5    | 0     | 0     | 0           | 0           | 0      | 0      | 16    | 5     |
| Йерв             | Первый дивизион  | 2021             | 30   | 8    | 2     | 1     | 0           | 0           | 2      | 2      | 34    | 11    |
| Йерв             | Итого            | Итого            | 46   | 13   | 2     | 1     | 0           | 0           | 2      | 2      | 50    | 16    |
| Дегерфорс        | Алльсвенскан     | 2022             | 29   | 5    | 3     | 3     | 0           | 0           | 0      | 0      | 32    | 8     |
| Дегерфорс        | Алльсвенскан     | 2023             | 27   | 6    | 3     | 0     | 0           | 0           | 0      | 0      | 30    | 6     |
| Дегерфорс        | Итого            | Итого            | 56   | 11   | 6     | 3     | 0           | 0           | 0      | 0      | 62    | 14    |
| Алахуэленсе      | Примера Дивисьон | 2023/24          | 16   | 1    | 0     | 0     | 2           | 0           | 0      | 0      | 18    | 1     |
| Алахуэленсе      | Итого            | Итого            | 16   | 1    | 0     | 0     | 2           | 0           | 0      | 0      | 18    | 1     |
| Всего за карьеру | Всего за карьеру | Всего за карьеру | 151  | 26   | 12    | 5     | 2           | 0           | 3      | 2      | 168   | 33    |

## Карьера в сборной
В июне 2023 года вошёл в состав сборной Коста-Рики для участия в Золотом кубке КОНКАКАФ.